# 弗洛伦斯·里斯
弗洛伦斯·里斯 （英語：Florence Reece，1900年4月12日—1986年8月3日），美国社会活动家、诗人和民谣作家。她最出名的歌曲是《Which Side Are You On?》。

## 生平
弗洛伦斯·里斯在1900年于田纳西州夏普斯查班出生，父亲是煤矿工人。根据民俗学家阿伦·罗马克斯的《The Penguin Book of American Folk Song》记载，她于十二岁时为了支持父亲参与的罢工运动创作了《Which Side Are You On?》最初的版本，并在1931年更新了歌词，以反映美国矿工工会和国家矿工工会在哈兰县战争期间的罢工，她的丈夫山姆·里斯是组织者之一。
弗洛伦斯·里斯与山姆·里斯的婚姻持续了64年。1978年，山姆因肺塵病去世。弗洛伦斯·里斯于1986年因心脏病去世，享年86岁。